# 戈尔马斯
戈尔马斯，是西班牙卡斯蒂利亚-莱昂索里亚省的一个市镇。总面积16平方公里，总人口24人（2001年），人口密度2人/平方公里。